# 捷乘交通
捷乘交通有限公司，簡稱捷乘交通，創立於1983年8月17日，主要經營計程車行與市區公車業務。在市區公車方面，經營屏東縣小黃公車、嘉義市幸福巴士、嘉義縣幸福巴士，以及新竹縣幸福巴士。

## 歷史
- 1983年8月17日，黑人交通有限公司創立。
- 2019年9月1日，接駛原台灣大車隊營運的屏東縣小黃公車[3]，首度跨足市區客運業。
- 2021年2月22日，更名為捷乘交通有限公司。
- 2022年10月17日，義竹鄉幸福巴士闢駛，由捷乘交通營運[4]，市區客運業版圖拓展至嘉義。
- 2022年12月30日，嘉義市幸福巴士闢駛，由捷乘交通營運[5]。
- 2023年9月19日，五峰幸福巴士自從2020年試營運後重啟營運，由捷乘交通營運[6]，市區客運業版圖拓展至新竹。
- 2024年3月5日，為因應新竹客運退出關西山區公路客運，關西幸福巴士闢駛，由捷乘交通營運[7]。
- 2024年7月19日，子公司捷乘客運成立。

## 關聯條目
- 捷乘客運

## 外部連結
- 捷乘交通 （页面存档备份，存于）
- 捷乘交通的Facebook專頁